# Highest Hopes
Highest Hopes is het derde compilatiealbum van de Finse metalband Nightwish. Het eerste, Tales from the Elvenpath, werd door veel fans beschouwd als incompleet. Het bevatte alleen maar liedjes van Oceanborn, Over the Hills and Far Away, Wishmaster en Century Child. Deze compilatie bevat echter wel liedjes van alle eerdere albums, plus een vertolking van Pink Floyds "High Hopes" (live-versie van de gelimiteerde editie).
Highest Hopes werd in twee versies uitgebracht. Naast de normale versie werd er ook een speciale "gelimiteerde editie" uitgebracht. Deze had een bonus-dvd met drie filmpjes van het Mera Luna Festival in Hildesheim (Duitsland) in 2003: "She Is My Sin", "Dead to the World" en "Kinslayer".

## Tracklijst
1. "Wish I Had an Angel"
2. "Stargazers"
3. "The Kinslayer"
4. "Ever Dream"
5. "Elvenpath"
6. "Bless the Child"
7. "Nemo"
8. "Sleeping Sun"
9. "Dead to the World"
10. "Over the Hills and Far Away"
11. "Deep Silent Complete"
12. "Sacrament of Wilderness"
13. "Walking in the Air"
14. "Wishmaster"
15. "Dead Boy's Poem"
16. "High Hopes (Live)"

### Tracklijst (dubbel-cd-plus-dvd-versie)
Cd 1:
1. "Wish I Had an Angel"
2. "Stargazers"
3. "The Kinslayer"
4. "Ever Dream"
5. "Elvenpath"
6. "Bless the Child"
7. "Nemo"
8. "Sleeping Sun"
9. "Dead to the World"
10. "Over the Hills and Far Away"
11. "Deep Silent Complete"
12. "Sacrament of Wilderness"
13. "Walking in the Air"
14. "Wishmaster"
15. "Dead Boy's Poem"
16. "High Hopes (Live)"

Cd 2:
1. "The Wayfarer"
2. "Come Cover me (Live)"
3. "Dead Boy's Poem (Live)"
4. "Once Upon a Troubadour"
5. "A Return to the Sea"
6. "Sleepwalker - Heavy Version"
7. "Nightquest"
8. "Lagoon"

Dvd:
1. "She Is My Sin (Live)"
2. "Dead to the World (Live)"
3. "The Kinslayer (Live)"
4. "Over the Hills and Far Away"
5. "Bless the Child"
6. "Sleeping Sun"
7. "Walking in the Air (Live)"
8. "End of All Hope (Live)"
9. "10th Man Down (Live)"
10. "Sleeping Sun (Live)"